# Ngày lên ngôi
Một ngày lên ngôi thường là ngày kỷ niệm ngày mà một quốc vương hoặc hành pháp lên nắm quyền. Các ghi chép sớm nhất về các lễ kỷ niệm lên ngôi có từ thời trị vì của Hoàng đế Kanmu của Nhật Bản, và phong tục này hiện đã được tuân thủ ở nhiều quốc gia.

## Vương quốc Anh
Phong tục đánh dấu ngày này được khánh thành dưới thời trị vì của Nữ vương Elizabeth Đệ Nhất của Anh. Ngày lên ngôi của bà được tổ chức ở Vương quốc Anh và Khối thịnh vượng chung trong thời gian bà trị vì và, theo nhà sử học thế kỷ 19 Thomas Lathbury, trong thời kỳ trị vì của những người kế vị bà nữa. Một "Hình thức Cầu nguyện và Tạ ơn" được sử dụng trong các nhà thờ vào ngày kỷ niệm lên ngôi của nữ vương được xuất bản vào năm 1576 và được sử dụng cho đến năm 1602.
Năm 1568, kỷ niệm 10 năm ngày Nữ vương Elizabeth lên ngôi được đánh dấu bằng tiếng chuông ngân vang và ngày 17 tháng Mười Một được gọi là "Ngày của Nữ vương Elizabeth" hay "Ngày của Queene". Khi triều đại của bà tiến triển, nó được tổ chức với sự nhiệt thành ngày càng tăng và, rất lâu sau khi bà qua đời, nó tiếp tục được coi là ngày vui mừng của những người theo đạo Tin lành và thể hiện cảm giác chống Công giáo. Những ngày lễ bao gồm các cuộc diễu hành và đám rước khải hoàn, các bài giảng chống lại chủ nghĩa dân túy và việc thiêu sống hình nộm Giáo hoàng. Sau trận Đại hỏa hoạn Luân Đôn (1666), "những niềm hân hoan này được chuyển thành một cơn bão táp châm biếm thuộc loại hỗn loạn nhất"; sự thái quá lớn nhất xảy ra trong những năm 1679–81 khi các thành viên giàu có của các câu lạc bộ chính trị trả tiền cho những đám rước và đốt lửa để khơi dậy lòng nhiệt thành chính trị của dân chúng. Các cư dân của Berry Pomeroy ở phía nam Devon đã khôi phục lại truyền thống của Ngày Queene vào năm 2005 với một buổi lễ nhà thờ đặc biệt và đốt lửa trại.
Vào ngày Vua James I của Anh lên ngôi, một hình thức cầu nguyện và tạ ơn đã được ban hành để sử dụng trong tất cả các nhà thờ "khi ông ấy nhập cảnh vào vương quốc này". Vào năm 1625, một hình thức mới đã được ban hành và được Convocation phê duyệt vào năm 1640 nhưng được Quốc hội dẹp sang một bên tại thời kỳ Trung hưng khi một số phần của nó được đưa vào nghi lễ đặc biệt vào ngày 29 tháng Năm. Khi Vua James II lên ngôi, ông đã ra lệnh chuẩn bị một hình thức cầu nguyện và tạ ơn đặc biệt nhân kỷ niệm ngày lên ngôi và một phiên bản sửa đổi của nghi lễ cũ đã được chính quyền chuẩn bị và ấn định vào năm 1685. Kiểu ngữ "ngày mà Bệ hạ bắt đầu nền trị vì hạnh phúc" lần đầu tiên được sử dụng trong nghi lễ này và đã được giữ lại kể từ đó. Sau khi không còn được sử dụng trong các triều đại của William III và Mary II, nghi lễ này đã được sửa đổi và sử dụng lại dưới thời trị vì của Nữ vương Anne. Ngày lên ngôi của Vua George V (trị vì 1910–36) là ngày 6 tháng Năm.
Ngày lên ngôi của Quốc vương Elizabeth Đệ Nhị, là ngày 6 tháng Hai và được tổ chức ở Vương quốc Anh bằng việc treo các lá cờ cụ thể và một số nghi lễ khác nhau. Tại Luân Đôn, Lễ Chào mừng Vương thất được bắn bởi súng của Quân đội của Nhà vua, Pháo binh Ngựa Hoàng gia ở Green Park và bởi Đại đội Pháo binh Danh dự tại Tháp Luân Đôn. Những lời chào mừng cũng được bắn tại Woolwich, Colchester, Lâu đài Edinburgh, Lâu đài Stirling, Cardiff, Belfast, York, Portsmouth, Plymouth và Lâu đài Dover.
Các nghi lễ đặc biệt được giáo luật yêu cầu trong tất cả các thánh đường, nhà thờ và nhà nguyện của Giáo hội Anh. Sách Cầu nguyện Chung cung cấp các tùy chọn độc lập cho nghi lễ Ngày Lên ngôi, hoặc cho những tế lễ đặc biệt mà bất kỳ hoặc tất cả các nghi lễ của Matins, Evensong và Rước lễ có thể được thay đổi trong ngày. Cuốn sách cầu nguyện gần đây hơn của Giáo hội, Sự Thờ phượng Chung, không cung cấp hình thức nghi lễ đầy đủ, nhưng chỉ hướng người dùng đến với Sách Cầu nguyện Chung; tuy nhiên, nó có cung cấp những tế lễ cho Bí tích Thánh Thể vào ngày 6 tháng Hai. Mặc dù không phải là một yêu cầu pháp lý, các nghi lễ đặc biệt cũng được tổ chức ở một số nhà thờ của các giáo phái khác. Sự Thờ phượng Thiêng liêng: Sách lễ cung cấp Lời Cầu nguyện sau đây để sử dụng trong các Thánh lễ, Mattins và Evensong trong Lễ nghi Cá nhân Công giáo về Đức Mẹ Walsingham:
HỠI ĐỨC CHÚA TRỜI, Đấng dùng quyền năng của Ngài mà ban phước cho dân sự của Ngài, và cai trị họ trong tình yêu thương: hãy bảo đảm để ban phước cho Người Hầu của Ngài Vua (Nữ hoàng) của chúng con; rằng dưới quyền ông ấy (bà ấy), quốc gia này có thể được cai trị một cách khôn ngoan, và ban cho ông ấy (bà ấy) hết lòng cống hiến cho Ngài bằng trái tim của ông ấy (bà ấy) và kiên trì làm việc tốt cho đến cùng, nhờ sự dẫn lối của Ngài, có thể, đến với vương quốc vĩnh cửu của Ngài; nhờ Đức Chúa Giê-su Con của Ngài Chúa của chúng con, Đấng hằng sống và ngự trị với Ngài, trong sự hiệp nhất của Đức Thánh Linh, luôn luôn là một Đức Chúa Trời, thế giới không có hồi kết. Amen.